# مخطط مودي

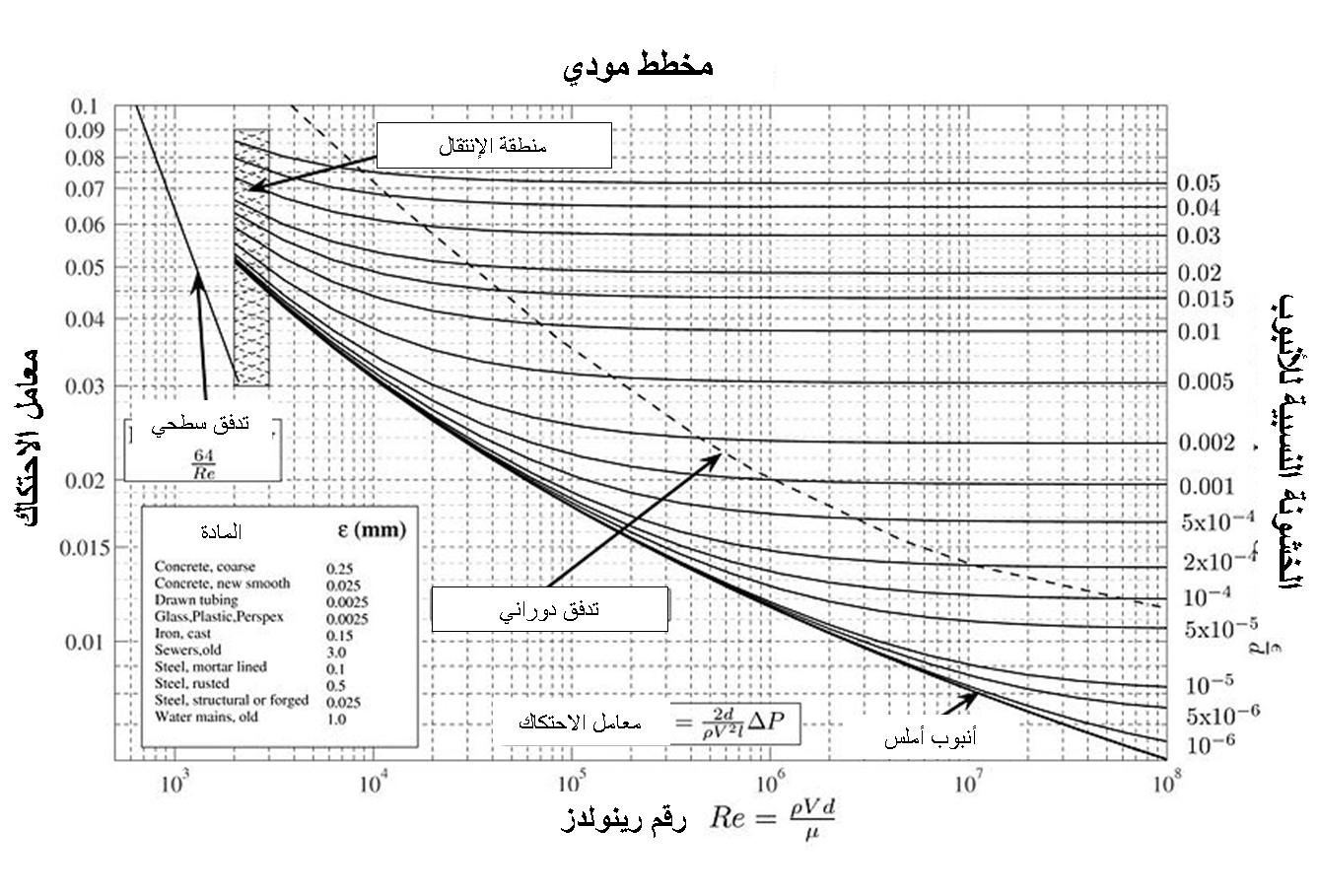
مخطط مودي يظهر معامل الاحتكاك مقابل رقم رينولدز للعديد من قيم الخشونة النسبية.

مخطط مودي هي عبارة عن رسم بياني بينوالخشونة النسبية لأي أنبوب ذي مقطع دائري يسري به مائع لتحديد معامل الاحتكاك (f) لهذا الأنبوب.
يمكن استخدامها لتحديد فرق الضغط المتولد داخل الأنبوب عن طريق معادلة دارسي-فايسباخ:
{\displaystyle {h_{\mathrm {f} }=f{\frac {l}{d}}{\frac {V^{2}}{2\,g}}}}
ومن الممكن تقييم انخفاض الضغط بالعلاقة:
{\displaystyle \Delta P=\rho \,g\,h_{\mathrm {f} }}
أو بشكل مباشر من
{\displaystyle \Delta P={\frac {\rho V^{2}}{2}}\times {\frac {fl}{d}}}
حيث {\displaystyle \rho } هي الكتلة الحجمية للسائل، و{\displaystyle V} هي السرعة الوسطية في الأنبوب، {\displaystyle f} هو معامل الاحتكاك والذي يؤخذ من مخطط مودي، {\displaystyle l} هو طول الأنبوب و{\displaystyle d} هو قطر الأنبوب.
sepa....